# Dentressangle
Dentressangle (ex. Norbert Dentressangle) est une holding familiale d'investissements qui gère un actif net évalué à 3 milliards d'euros dans l'investissement dans les entreprises (Capital investissement et Capital innovation via le fonds Hi Inov) et dans l’immobilier (logistique et bureaux).
Contrôlée intégralement par la famille Dentressangle, la holding Dentressangle est actionnaire majoritaire d'une douzaine d'entreprises, dont le loueur Kiloutou, le prestataire de services numériques Tessi, les entreprises de santé Marle et Acteon.
La holding Dentressangle ne doit pas être confondue avec le groupe Norbert Dentressangle, ancien acteur du transport et de la logistique dont le chiffre d'affaires était estimé à 5 milliards d'euros, qui a été cédé à XPO Logistics en 2015.

## Histoire

### Groupe Norbert Dentressangle SA
Le groupe Norbert Dentressangle SA est créé en 1979 à partir d’échange de marchandises, notamment de pommes, entre la France et la Grande-Bretagne. En 2015 elle a plus de 12 000 camions.
La société est cotée à la Bourse de Paris, de 1994 à 2015 et à la bourse de Londres,, de 2013 à 2015. Fin 2007, elle fait l'acquisition de l'un de ses concurrents britanniques, le groupe Christian Salvesen (en), pour un montant de 365,1 millions d'euros.
En novembre 2010, le groupe Norbert Dentressangle acquiert la société britannique TDG Limited (en) et Schneider Logistics International aux États-Unis et en Chine.
Après avoir signé un protocole d’acquisition de l’activité "Freight Forwarding" du groupe Daher, Norbert Dentressangle obtient le 26 septembre le feu vert de la DGCCRF. Grâce à cette approbation des autorités françaises de contrôle de la concurrence l’opération est conclue.
En 2013, Norbert Dentressangle déménage son siège social de Saint-Vallier, dans la Drôme, à Lyon dans le 6e arrondissement.
En juillet 2014, le groupe fait l'acquisition du transporteur et logisticien américain Jacobson, pour 750 millions de dollars ; soit 560 millions d'euros (selon la parité du moment),.

### Rachat par XPO Logistics
Le 28 avril 2015, le groupe américain XPO Logistics déclare avoir racheté Norbert Dentressangle au prix de 2,17 milliards de dollars, en plus d'un transfert de dette de 1,08 milliard d'euros. L'ensemble des opérations de Norbert Dentressangle a vocation à être renommé sous la marque XPO Logistics. Le nouvel ensemble possède 52 350 salariés dont 42 000 étaient issus du groupe Norbert Dentressangle,,.
En 2015, le groupe est un acteur important du transport et de la logistique, représente 4,7 milliards d'euros de chiffres d'affaires et dispose d'une flotte de 12 000 camions pour 42 350 collaborateurs dans 662 sites, répartis dans 26 pays sur trois continents (Europe, Amérique et Asie). Norbert Dentressangle exploite 7 800 000 m2 de surface d'entreposage.
Le 3 septembre 2015, un communiqué de XPO Logistics annonce que le Français Hervé Montjotin, président du directoire du groupe, est remplacé par Troy Cooper, l'un des dirigeants de la maison mère du groupe basée à Greenwich dans le Connecticut, ce qui est un motif d'inquiétude pour les ex-Norbert Dentressangle qui représentent plus de la moitié du nouveau groupe.
Le 25 février 2016, la société prend le nom de XPO Logistics Europe.

### Dentressangle
En 2015, à la suite de la cession du groupe Norbert Dentressangle SA à XPO Logistics, Norbert Dentressangle se recentre sur le développement de Dentressangle, holding familiale d'investissement. La holding possède alors le promoteur immobilier OGIC, acquis en 2008, Chemica acquis en 2012.
Fin mai, le fond acquiert Tessi, un gestionnaire de données grenoblois.
En 2017, Dentressangle prend le contrôle du groupe Synov, spécialiste des cartes électroniques, et le cède à Sagard en 2023.
En 2018, l'autorité de la concurrence valide le rachat de Kiloutou, loueur de matériels professionnels,,. La même année, via sa foncière, la holding inaugure l'immeuble Convergence.
En 2019, le fond rachète le leader mondial des prothèses de la hanche, l'entreprise française Marle,, après avoir racheté en 2018 l'ETI bordelaise Acteon, spécialiste des équipements et services dentaires.
En 2021, l'entreprise fait l'acquisition de 27 hectares de l'ancien site Renault dans le parc d'activités des Bellevues à Éragny et Saint-Ouen-l'Aumône (Val d'Oise) pour y développer un parc d'activités mixtes,. La même année, Dentressangle Foncière Immobilière livre un immeuble de 8 500 M2 dans le quartier de la Part-Dieu à Lyon.
En 2022, Dentressangle investit dans la Maison Joanne, société de négoce de grands crus basée à Bordeaux,.
En 2023, Dentressangle fait son entrée sur le marché des compléments alimentaires en achetant Naturacare et Dietopack. Ces deux sociétés conçoivent, fabriquent et conditionnent des compléments alimentaires pour la santé humaine et animale, ainsi que des cosmétiques pour des marques vendues en pharmacie, par des distributeurs spécialisés ou la grande distribution.
En novembre 2023, la holding investit 155 millions d’euros dans l’ancien site de Renault, un terrain de 27 hectares, à Éragny.
Le 30 mai 2024, Pierre-Henri Dentressangle et Marine Drumain Dentressangle succèdent à leur père Norbert en tant que co-présidents du groupe,. Norbert Dentressangle devient président d’honneur de la holding.

## Activités
La holding Dentressangle est organisée en secteurs, dont :
- Dentressangle Capital, une activité d’investissement majoritaire dans des entreprises en croissance en France et en Europe[47],[48].
- Dentressangle Immobilier Logistique, une foncière d'immobilier logistique disposant de 700 000 m2 de patrimoine[49],[50],[51].
- Dentressangle Foncière Immobilière, une foncière de bureaux active à Lyon et à Paris[52],[53].
- Hi Inov - Dentressangle[54],[55], filiale présidée par Pierre-Henri Dentressangle[56], qui investit dans les start-up B2B comme Deepki[57] ou Plateform.sh[58]. En 2023, la société de gestion a déjà lancé deux fonds et en annonce un troisième pour 2024[59].

Toujours présidée par Norbert Dentressangle, la holding est dirigée par ses enfants, Pierre-Henri Dentressangle et Marine Drumain Dentressangle,,.
Dentressangle dispose de bureaux à Paris, Lyon, Munich et Luxembourg.